# Cartoon Network (Países Bajos)
Cartoon Network es un canal de televisión neerlandés qué principalmente airea programación animada en los Países Bajos y Bélgica. Esta versión es disponible en las lenguas neerlandesa e inglesa. Algunos proveedores ofrecen solamente el idioma neerlandés.

## Historia
El 17 de septiembre de 1993, Cartoon Network se lanzó en los Países Bajos como la fuente paneuropea en inglés sin subtítulos, compartiendo el canal con TNT Classic Movies. El feed neerlandés se lanzó cuatro años después, el 12 de julio de 1997. Emite 18 horas al día: desde las 6 de la mañana hasta la medianoche. La mayoría de los programas se transmitieron en inglés con subtítulos en neerlandés, pero algunos se transmitieron en neerlandés. El 1 de febrero del 2000 se lanzó el sitio web. Una revista lanzada el 13 de abril de 2000 con 11 números y un especial. El feed neerlandés cerró el 1 de agosto de 2001 y fue reemplazado por el feed paneuropeo con una pista de audio neerlandesa (sin embargo, algunos programas todavía se transmitieron en inglés con subtítulos). Comenzó a emitirse 16 horas al día (6AM a 10PM) y los videos de promoción estaban en inglés. El tiempo aire se acortó nuevamente el 1 de abril de 2003. Transmitiendo de 6AM a 9PM. Un nuevo logotipo apareció el 21 de abril de 2006. El 25 de abril de 2008, UPC Nederland agregó una pista de audio en inglés. Ziggo hizo lo mismo en 2010. El 17 de noviembre de 2010, el feed neerlandés se relanzó y comenzó a transmitir las 24 horas del día y con un nuevo logotipo. Todos los programas y anuncios se transmiten en neerlandés. Algunos proveedores de televisión, como Belgacom y CanalDigitaal, continuaron transmitiendo la feed paneuropea hasta el 31 de enero de 2011. Este fue el último día que se transmitió esa feed en neerlandés. Todos los proveedores reciben el feed neerlandés desde febrero de 2011. El 18 de julio de 2018, Cartoon Network se lanzó en HD en KPN, seguido de Ziggo el 3 de diciembre de 2018.